# Aerostar

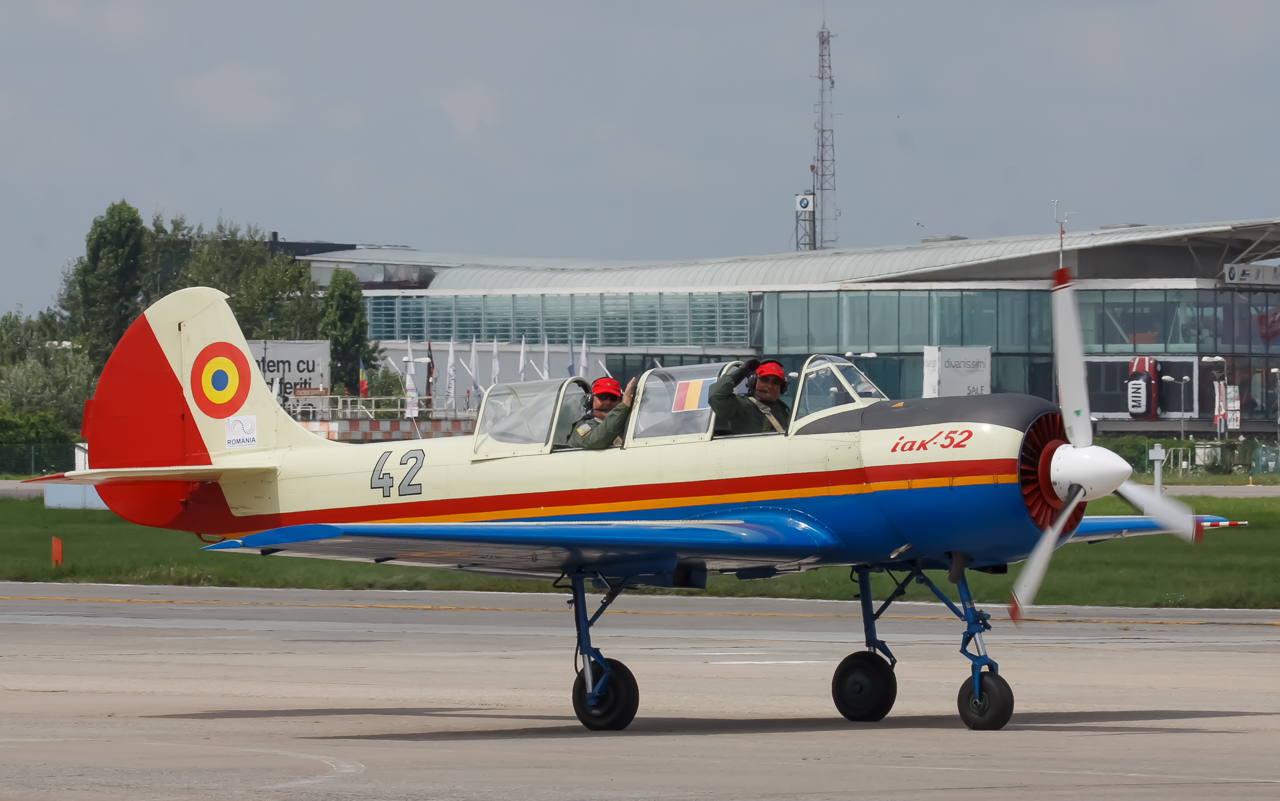
Iak-52, produs între 1977 și 1998 de U.R.A. Bacău și cu licență Yakovlev

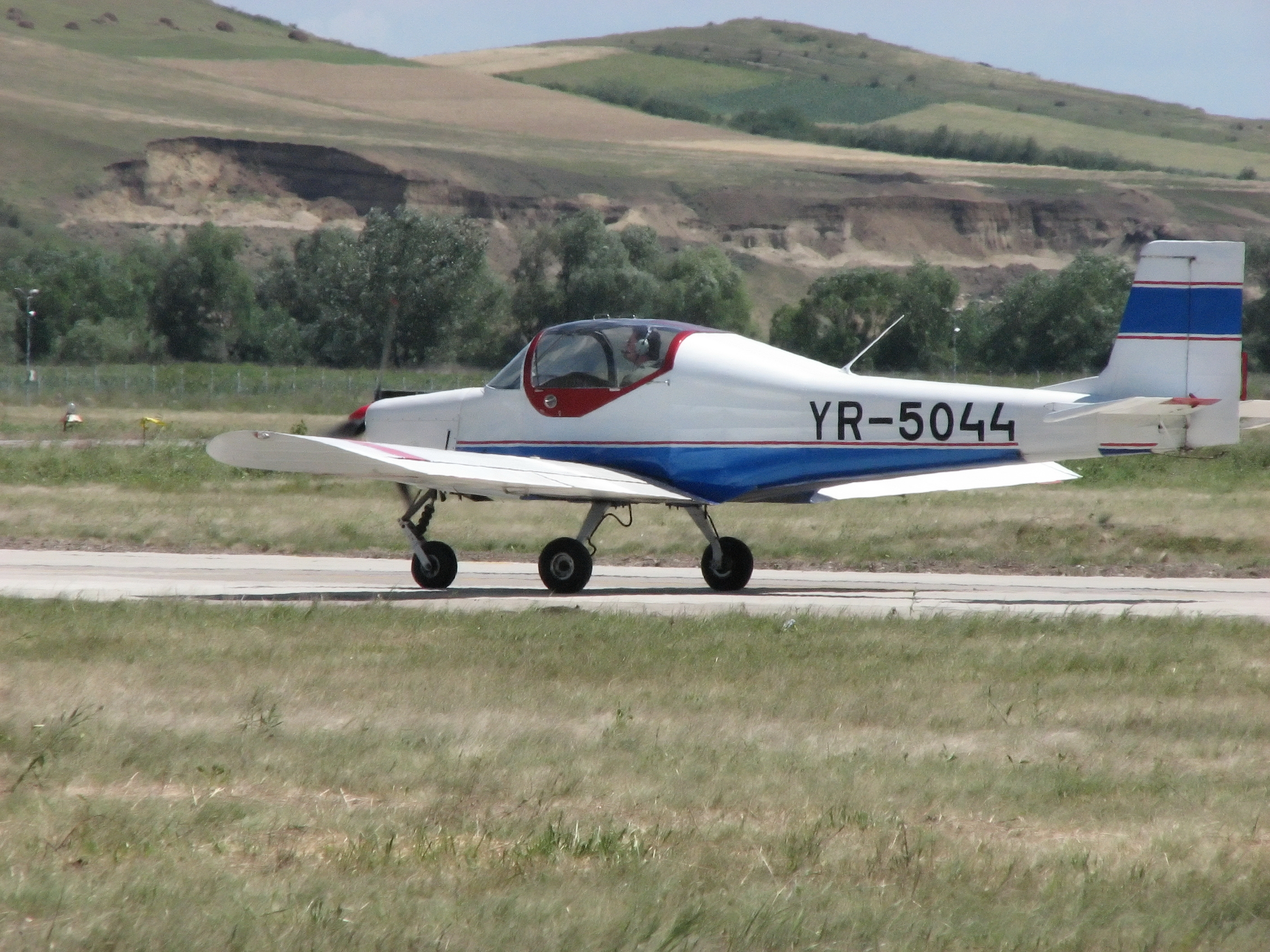
Aerostar-01 (Festival)

Aerostar (denumită în trecut Uzina de Reparații Avioane și Întreprinderea de Avioane Bacău) este o fabrică de avioane, înființată în anul 1953 la Bacău. Compania activează în domeniul reparării și modernizării avioanelor militare, fabricării și reparării de echipamente hidraulice de aviație, avioane ușoare și echipamente militare terestre. Un alt segment important al activității îl constituie realizarea de butelii pentru GPL.
În anii 1990 compania, în colaborare cu Elbit Systems din Israel, a modernizat flota de avioane MiG 21 a Forțelor Aeriene Române.
În prezent asigură mentenanța avioanelor F-16 Fighting Falcon.

## Istoric
Înainte de anul 1989 producția companiei era preponderent orientată spre aviația militară, iar în prezent se îndreaptă spre aviația civilă, pe linia fabricației de componente, subansamble și aerostructuri, dar și pe linia mentenanței.

## Activitate
Vânzările în acest sector au crescut, producția destinată aviației civile depășind 15% din totalul veniturilor, în 2006. De altfel, în domeniul mentenanței există o veche colaborare cu mai multe companii românești, ca de exemplu Carpatair, în timp ce în domeniul producției structurilor de aviație civilă, compania operează pentru mai multe companii, cum este Fokker, pentru care furnizează piese și subansamble. Mai produce și circa 160 de piese pentru rachetele Ariane și a demarat programul de colaborare cu EADS Germania, pentru componente de aviație civilă și piese pentru aeronavele Airbus.
Pe 11 mai 2018 Ministrul Apărării Naționale, Mihai Fifor, a declarat la Bacău că Guvernul va colabora cu Aerostar pentru ca această companie să devină un centru regional pentru industria aeronautică din Europa de Sud-Est, unde se va asigura mentenanța avioanelor nou achiziționate Lockheed Martin F-16 Fighting Falcon. Aerostar se află în negocieri cu Lockheed Martin pentru sistemele M142 HIMARS, pentru care există un acord de achiziționare de către stat din februarie 2018, la fel și cu Raytheon pentru programele referitoare la sistemele de rachete Patriot.
Număr de angajați:
- 2010: 1.302[8]
- 2008: 1.658[2]

Cifra de afaceri:
- 2009: 156,8 milioane lei[9]
- 2008: 152,7 milioane lei (41,5 milioane euro)[10]

Venit net:
- 2009: 10,2 milioane lei[9]
- 2008: 9,5 milioane lei (2,6 milioane euro)[10]

## Privatizarea
Compania a fost privatizată în februarie 2000, când Fondul Proprietății de Stat (FPS) a vândut pachetul majoritar de acțiuni companiei IAROM, firmă ce se ocupă cu acordarea de consultanță și studii de strategie în industria aeronautică, pentru suma de 55 miliarde lei vechi. Privatizarea a fost controversată, datorită faptului că printre acționarii IAROM se aflau Șerban Teodorescu, consilier în Ministerul Industriei și Comerțului și Dan Gozia, directorul din acel moment al Departamentului de coordonare și control din FPS, prin intermediul companiei GIAR (Grupul Industriei Aeronautice Române).
Acționarii Aerostar sunt compania Iarom SA care controlează 71,09% din capitalul social, și SIF Moldova (SIF2) care deține 11,25% din acțiuni. Titlurile Aerostar se tranzacționează la a doua categorie a Bursei de Valori București (BVB), sub simbolul ARS. Acționarul principal al IAROM este Mihai Toncea.